# Dondon
Dondon (Haïtiaans-Creools: Dondon) is een stad en gemeente in Haïti met 34.600 inwoners. De plaats ligt in het Massif du Nord, 29 km ten zuiden van de stad Cap-Haïtien. De gemeente maakt deel uit van het arrondissement Saint-Raphaël in het departement Nord.
Er worden sinaasappelen, limoenen, cacao en koffie verbouwd. Verder vindt er industriële verwerking van koffie plaats.

## Indeling
De gemeente bestaat uit de volgende sections communales:
| Nr. | Naam          | Km²   | Inw.2015 |
| --- | ------------- | ----- | -------- |
| 1   | Brostage      | 21,54 | 5.827    |
| 2   | Bassin Caïman | 19,63 | 3.957    |
| 3   | Matador       | 34,61 | 7.021    |
| 4   | Laguille      | 23,57 | 14.681   |
| 5   | Haut du Trou  | 21,01 | 3.118    |